# The Truth (альбом Spice 1)
The Truth — одинадцятий студійний альбом американського репера Spice 1, виданий лейблом High Powered Entertainment 4 жовтня 2005 р. Виконавчий продюсер: Джон Сілва. Записано й зведено на High Powered Studios, мастеринг: на Freq Mastering. Продюсери: Джон Сілва (всі треки), П. Сілва (№ 6, 13). Ток-бокс на «Heartbreak Hotel»: Рок, Сем Елайджа.

## Список пісень
1. «Intro» — 1:04
2. «No Real Gz» — 4:00
3. «Thug Music» — 2:41
4. «Heartbreak Hotel» — 4:40
5. «Everybody Wanna Go to Heaven» — 4:56
6. «Dear Haters» — 4:35
7. «Leave the Ridin to Us» (з участю Yukmouth та C-Bo) — 3:20
8. «Keep Ballin» — 3:44
9. «This Is Bizziness» — 3:00
10. «Money Thang» (з участю Kurupt та Jayo Felony) — 3:52
11. «Pop That» — 3:33
12. «How We Boss Up» — 3:46
13. «Get Hi» — 3:44
14. «What You Workin Wit» — 3:49
15. «Outro» — 1:26